# 1603 Neva
1603 Neva este un asteroid din centura principală, descoperit pe 4 noiembrie 1926, de Grigori Neuimin.